# Кастмекоя
Кастмекоя (ест. Kastmekoja) — село в Естонії, входить до складу волості Моосте, повіту Пилвамаа.